# Jeannine Gmelin
Jeannine Gmelin, née le 20 juin 1990, est une rameuse suisse.

## Biographie
Elle annonce sa retraite sportive en janvier 2023 à la suite du décès de son entraîneur et compagnon Robin Dowell.

## Palmarès

### Championnats du monde
- 2018 à Plovdiv
  -  Médaille d'argent en skiff.
- 2017 à Sarasota
  -  Médaille d'or en skiff.

### Championnats d'Europe
- 2021 à Varèse
  -  Médaille de bronze en skiff.
- 2019 à Lucerne
  -  Médaille d'argent en skiff.
- 2018 à Glasgow
  -  Médaille d'or en skiff.
- 2015 à Poznań
  -  Médaille d'argent en skiff.

### Coupe du Monde
- 2016
  - Poznań (Pologne) : médaille de bronze
- 2017
  - Belgrade (Serbie) : médaille d'or
  - Rotsee (Suisse) : médaille d'or
- 2018
  - Belgrade (Serbie) : médaille d'or
  - Linz (Autriche) : médaille d'or
  - Rotsee (Suisse) : médaille d'or
- 2019
  - Rotterdam (Pays-Bas) : médaille d'argent